# Poul Nyrup Rasmussen
Poul Nyrup Rasmussen (pronunțat [⁽ˈ⁾pʰʌʊ̯l ny(ː)ɔb̥ ˈʁɑsmusn̩], n. 15 iunie 1943) este un politician social-democrat din Danemarca. A fost prim-ministrul Danemarcei de la 25 ianuarie 1993 până la 27 noiembrie 2001 și în prezent este președintele Partidului Socialiștilor Europeni.
Rasmussen s-a născut la Esbjerg și a studiat la Universitatea din Copenhaga, unde a obținut diploma în 1971.